# Safareig de Vilamalla
El Safareig de Vilamalla és una obra del municipi de Vilamalla (Alt Empordà) inclosa en l'Inventari del Patrimoni Arquitectònic de Catalunya. Està situat a l'extrem sud-est del nucli urbà de la població de Vilamalla, al costat de l'edifici de l'Ajuntament.

## Descripció
És un conjunt de planta irregular mig soterrat, format pel rentador públic i la font que l'acompanya. Presenta una coberta de teules de dos vessants fragmentada en tres trams. La coberta està sostinguda per un embigat de fusta amb encavallades laterals, sobre pilars bastits amb maons.
El safareig pròpiament dit, rectangular, amida uns quatre metres de longitud per tres d'amplada i està bastit amb tessel·les de gres de color blau a l'interior. Està disposat a un nivell inferior que la resta del paviment del recinte, fet pel qual s'hi ha d'accedir a través d'uns graons bastits amb maons. L'interior de l'estructura presenta els paraments arrebossats i pintats de color groc.
La font està ubicada a l'altre extrem del recinte, sota cobert. És cònica i està bastida amb còdols de pedra lligats amb morter de calç. Actualment, el brollador està encastat al bell mig d'un plafó de ceràmica vidrada blanca i blava, amb la representació de dues noies carregades amb càntirs per agafar aigua. Aquest plafó tapia una antiga obertura bastida amb carreus de pedra desbastats, que encara conserva restes de les frontisses de ferro que sostenien la portella de tancament.
Damunt seu hi ha un carreu de pedra gravat amb una inscripció on apareix la data (juliol 1627), i el nom dels cònsols, Miquel Hospital i Joan Noguera. A la part superior de la font hi ha un altre carreu de pedra decorat amb una testa humana en relleu. Per l'obertura de la boca es podria tractar d'un antic brollador.